# اکوج
آکاودج یک منطقهٔ مسکونی در الجزایر است که در استان تیزی وزو واقع شده‌است.

## خصوصیات
آکاودج ۸٬۰۵۸ نفر جمعیت دارد و ۶۰۰ متر بالاتر از سطح دریا واقع شده‌است.

## نگارخانه

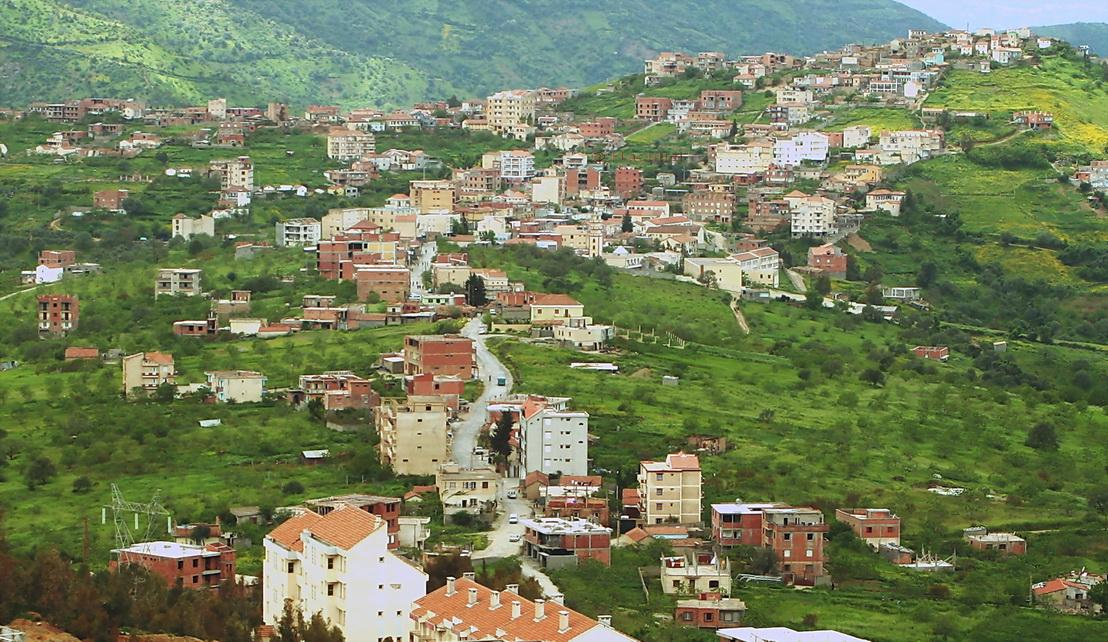
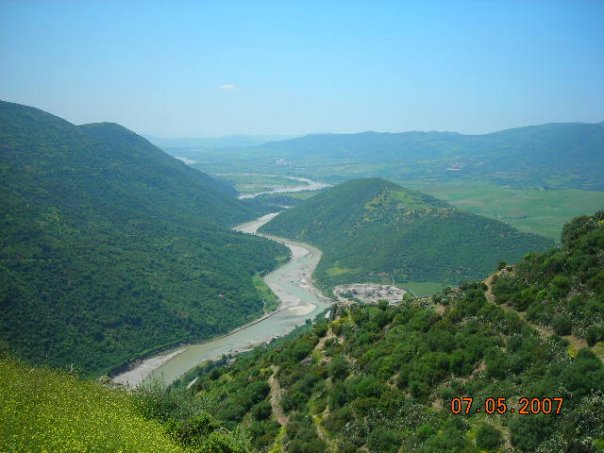
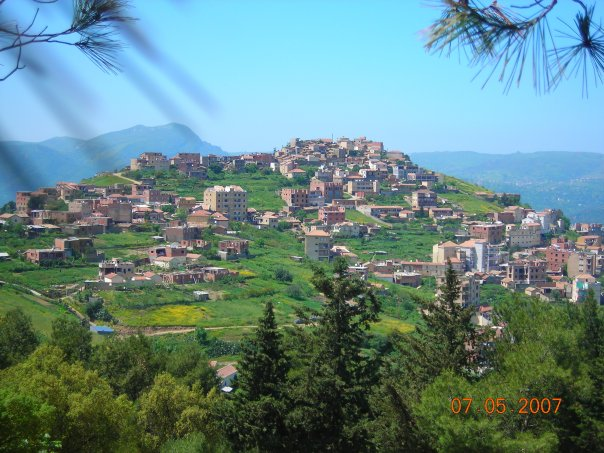
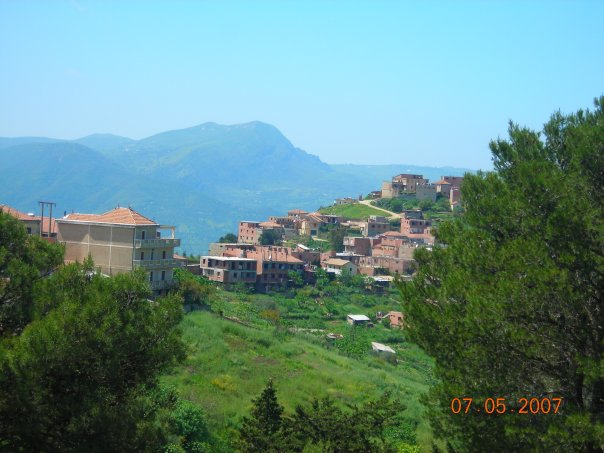